# منتصر الدعمة
منتصر يوسف علي عبد الله يوسف الدعمة (بالإنجليزية: Montasser AlDe'emeh) (8 أبريل 1989 – )، كاتب وباحث وأكاديمي بلجيكي من أصلٍ فلسطيني، مُتخصص في بلجيكا في دراسات الشرق الأوسط في كُلٍ من جامعة لوفان الكاثوليكية ومعهد البحوث الدولية حول السياسة الجنائية بجامعة خنت.

## نشأته وتحصيله العلمي
وُلد منتصر يوسف علي عبد الله يوسف الدعمة في مدينة الرصيفة في الأردن بتاريخ 8 أبريل 1989 لوالدين فلسطينيين من مخيم نور شمس في مدينة طولكرم الفلسطينية، حيث كانت عائلته قد انتقلت من طولكرم إلى الأردن عام 1967 في أعقاب حرب النكسة. تعود جذور عائلته في الأصل إلى قرية صبارين الفلسطينية المهجرة، حيث كانت عائلته قد هاجرت إثر النكبة عام 1948 إلى مدينة طولكرم واستقرت في مخيم نور شمس بالمدينة.
في عام 1991 انتقلت أسرته من الأردن إلى بلجيكا عندما كان بعمرِ عامين، فنشأ وترعرع في بلجيكا، ودرس المرحلة الابتدائية في "مدرسة سانت فنسنت الابتدائية" في مدنية دندرمند، ودرس المرحلة المتوسطة والثانوية في "كلية العذراء المقدسة" في دندرمند، وفي عام 2008 حصل على شهادة الثانوية العامة من "المدرسة الثانوية الملكية" في دندرمند.
التحق بجامعة لوفان الكاثوليكية عام 2008 والتي نال منها عام 2011 شهادة البكالوريوس في تخصص الدراسات العربية والإسلامية بامتياز مع مرتبة الشرف، وفي ذات العام 2011 بدأ بدراسة الماجستير حيث حصل عام 2013 على شهادة الماجستير بامتياز مع مرتبة الشرف من ذات الجامعة في مجال الأديان العالمية والحوار بين الأديان والدراسات الدينية والتاريخية.
خلال دراسته الجامعية في جامعة لوفان الكاثوليكية، زار دولًا مختلفة في الشرق الأوسط، منها لبنان وسوريا وتركيا والأردن، وحصل على شهادة في اللغة العربية من جامعة الزرقاء في الأردن، كما حصل على شهادة أخرى في اللغة العربية من السعودية.
في عام 2019 تابع دراسته وأبحاثه في المملكة المتحدة، حيث حصل على دبلوم الدراسات العليا بامتياز من مدرسة الدراسات الشرقية والإفريقية في جامعة لندن. وفي عام 2021 حصل على شهادة من معهد الأمن في أيرلندا.
في أبريل 2025 حصل على شهادة الماجستير البحثية في الفلسفة (MPhil) بامتياز من كلية الثالوث (دبلن).

## حياته العملية
في عام 2014 تم تعيينه من قبل جامعة لوفان الكاثوليكية في بلجيكا كباحث علمي مساعد للمشاركة بإعداد بحث عن التطرف بطلب من وزارة الداخلية البلجيكية.
أثناء دراسته للدكتوراه، ذهب إلى سوريا في يوليو 2014 لإجراءِ مقابلاتٍ مع مقاتلين من جبهة النصرة، حيث أمضى في سوريا ثلاثة أسابيع، اُعتُقِلَ واستُجوِب خلالها من قبل جبهة النصرة بعد أن طَلَبَ مُقابلة زعيم الجبهة أبو محمد الجولاني (الرئيس السوري فيما بعد).
في عام 2017 قام بمزيدٍ من الأبحاث الميدانية وذلك في كركوك في العراق حيث تابع على الخطوط الأمامية المعارك بين مقاتلي البيشمركة التابعين للاتحاد الوطني الكردستاني وبين تنظيم الدولة الإسلامية "داعش". وفي عام 2019 زار سجن غويران في الحسكة في سوريا حيث أجرى مقابلاتٍ مع سجناء اعتقلهم تنظيم الدولة "داعش".
في أغسطس 2023 ساهم بإعداد دراسة لمركز تريندز للبحوث والاستشارات في أبو ظبي عن المقاتلين الأجانب في سوريا وارتباطاتهم مع الميليشيات المختلفة.

## مؤلفاته
من أبرز مؤلفاته:
- كِتاب "De Jihadkaravaan: Reis naar de wortels van de haat" (قافلة الجهاد: رحلة إلى جذور الكراهية)، عام 2015، باللغة الهولندية،[19] ورُشِّح هذا الكِتاب لجائزة بروكسل لأفضل كِتاب صحفي باللغة الهولندية لعام 2016.[20]